# Kovjîja, Kotelva
Kovjîja (în ucraineană Ковжижа) este un sat în comuna Mîloradove din raionul Kotelva, regiunea Poltava, Ucraina.

## Demografie
Componența lingvistică a localității Kovjîja
     Ucraineană (97,65%)
     Rusă (2,35%)
Conform recensământului din 2001, majoritatea populației localității Kovjîja era vorbitoare de ucraineană (97,65%), existând în minoritate și vorbitori de rusă (2,35%).